# Ben Kenney
Benjamin Lee Kenney Sr. (12 marzo 1977) è un musicista statunitense chitarrista del gruppo rap The Roots fino al 2003, anno in cui è entrato a far parte degli Incubus come bassista, prendendo il posto di Dirk Lance.
La sua strumentazione è composta da vari bassi elettrici Lakland, tra cui un prototipo con scala da 35" e 2 pickup in posizione Jazz che utilizza con gli Incubus. Inoltre possiede una chitarra Gibson Les Paul ed una Gibson EDS-1275 a doppio manico che utilizza nei progetti da solista.
Ben Kenney aveva in precedenza suonato con José Pasillas e Mike Einziger per il Time Lapse Consortium.
Nel 2004 ha fondato una propria casa discografica, la Ghetto Crush Industries, con cui ha pubblicato i suoi 3 album da solista.

## Discografia solista
- 2004 - 26
- 2006 - Maduro
- 2008 - Distance And Comfort